# Tehuset Java
Tehuset Java aktiebolag är ett anrikt företag som grundades vid Botulfsplatsen i centrala Lund redan 1932 av John Arnerius. Butiken ligger på bottenvåningen i ett gammalt hus från 1700-talet och har legat där sedan det grundades.
Grundaren John Arnerius hade redan 1931 varit på besök i Boston och sett hur försäljning av kolonialvaror var betydligt vanligare än hemma i Lund. Han grundade sitt företag året därpå och hade texten "Köp edert kaffe här" i sitt fönster som uppmuntrade kunderna att handla sitt kaffe just där.
På den tiden såldes det även varor som punch, diverse konfektyr samt honung från en biodlare på bakgården.
Under 1950-talet började Javaimporten som det då hette, att sälja kaffe från Kärnkaffe och 1958 kom den klassiska skylten upp på fasaden som sitter där än idag.
Efter exakt 40 år som ägare började John Arnerius gå i tankarna att sälja sin verksamhet och 1972 köpte dagens ägare företaget. 1987 bytte företaget namn från Javaimporten till dagens Tehuset Java Aktiebolag.
Tehuset Java växte och blev med tiden något av en institution i Lund och är idag lika välbesökt av turister på sommaren som många andra sevärdheter i staden.
2007 och 2009 öppnade Tehuset Java två butiker i Stockholm. 2013 öppnade Tehuset Java en butik på Östermalm, Stockholm och 2025 öppnade en butik på Korsgatan i Göteborg. 